# Orde van het Rode Kruis (Bulgarije)
De Orde van het Rode Kruis (Bulgaars: "КРЕСТ «ЗА ПОБУЖДЕНИЕ К ЧЕЛОВЕКОЛЮБИЮ"), ook "kruis voor weldadigheid" of "Decoratie voor Weldadigheid" in 4 klassen" genoemd, was een Bulgaarse onderscheiding die in een aantal bronnen, waaronder Jörg Nimmerguts "Orden Europas" een orde wordt genoemd. Ook in de "Almanach de Gotha" is sprake van een "Orde van het Rode Kruis" waarvan Simeon II zich de grootmeester noemt. De op 30 mei 1917 ingestelde orde werd in drie graden toegekend.
De naam en het jaar waarin de orde werd ingesteld en afgeschaft verschilt bij de verschillende bronnen. Jörg Nimmergut geeft 1908 aan als stichtingsjaar en spreekt van de "Wohltätigkeitsorden". Bij hem wordt de orde, samen met de andere koninklijk Bulgaarse orden, in 1944 afgeschaft.
Het kruis van de orde werd, zoals in Bulgarije gebruikelijk, aan een driehoekig lint op de borst gespeld. Het lint is wit met horizontale mintgroen-wit-rode strepen.
Dames droegen het kruis aan een strik. Op het internet is ook een om de hals te dragen commandeurskruis afgebeeld.
De Bulgaarse koninklijke orden en onderscheidingen werden door de republiek Bulgarije afgeschaft.

## Het versiersel
Het kruis van de orde is een zilveren kruis van Pisa, ook wel molenkruis of sleutelkruis genoemd. Het kruis heeft bij de hogere graden vier wit geëmailleerde armen. In de vier armen van het kruis is een gekroond zilveren monogram aangebracht. Het centrale wit geëmailleerde medaillon met het Kruis van Genève is omgeven door een rode ring met daarop in gouden letters de Cyrillische opdracht "NA CHOVEKOLYUBTSI 1916" (voor weldadigheid 1916). Op de keerzijde is in het medaillon de gekroond Bulgaarse leeuw afgebeeld. Op de ring staat BULGARSKA PRIZNATELNOST wat met "Bulgaarse erkenning" kan worden vertaald. De kruizen van de twee lagere rangen zijn eenvoudiger uitgevoerd; bij de IIIe Klasse is alleen het medaillon geëmailleerd en bij de IVe Klasse alleen het medaillon aan de voorzijde. Een verhoging in de vorm van een beugelkroon ontbreekt.